# Keraunogramma helena
Keraunogramma helena är en fjärilsart som beskrevs av Johannes Karl Max Röber 1887. Keraunogramma helena ingår i släktet Keraunogramma och familjen juvelvingar. Inga underarter finns listade i Catalogue of Life.